# Contes de la Chine moderne

Contes de la Chine moderne (Tales of Three Cities : Changing China), est une collection de quatre longs métrages initiée par la société française de production et distribution Pyramide, en association avec la productrice d'origine taïwanaise Peggy Chiao.
- 2001 : Beijing Bicycle (Shiqi sui de dan che), de Wang Xiaoshuai
- 2001 : Betelnut Beauty (Ai ni ai wo), de Lin Cheng-sheng
- 2002 : Blue Gate Crossing (Lanse da men), de Yee Chin-yen
- 2004 : Love of May (Wu yue zhi lian), de Hsu Hsiao-Ming